# Diclidurus scutatus
Diclidurus scutatus (Peters, 1869) è un pipistrello della famiglia degli Emballonuridi diffuso nell'America meridionale.

## Descrizione

### Dimensioni
Pipistrello di medie dimensioni, con la lunghezza della testa e del corpo tra 57 e 68 mm, la lunghezza dell'avambraccio tra 50 e 58 mm, la lunghezza della coda tra 17 e 19 mm, la lunghezza del piede tra 7 e 11 mm, la lunghezza delle orecchie tra 10 e 15 mm e un peso fino a 17 g.

### Aspetto
La pelliccia è lunga e setosa. Il colore generale del corpo è bianco con la base dei peli bruno-grigiastra. Il muso è corto ed appuntito, gli occhi sono relativamente grandi e circondati da anelli nerastri. Le orecchie sono corte, triangolari e con l'estremità appuntita. Il trago è corto, largo con l'estremità arrotondata. Le membrane alari sono giallastre chiare. Il pollice è molto corto e completamente incluso nella membrana. Le ali sono attaccate posteriormente sulla caviglia. La coda è corta e perfora a circa metà della sua lunghezza la superficie dorsale dell'uropatagio, in prossimità di una sacca ghiandolare. Il calcar è ben sviluppato.

## Biologia

### Comportamento
Si rifugia probabilmente all'interno di costruzioni o tra le fronde delle palme.

### Alimentazione
Si nutre di insetti catturati su spazi aperti, specchi d'acqua, sopra la volta forestale ed intorno alle luci cittadine.

## Distribuzione e habitat
Questa specie è diffusa in Colombia, Venezuela, Guyana, Suriname, Guyana francese, Ecuador, Perù e Brasile.
Vive nelle foreste sempreverdi fino a 1.000 metri di altitudine.

## Conservazione
La IUCN Red List, considerato il vasto areale, anche se è stata osservata poche volte, classifica D.scutatus come specie a rischio minimo (Least Concern)).